# Třída Buenos Aires
Třída Buenos Aires byla třída torpédoborců argentinského námořnictva. Třídu tvořilo celkem sedm jednotek, postavených v britských loděnicích. Jednalo se o variantu britské třídy G. Do služby torpédoborce vstupovaly v letech 1937–1938. Jeden byl ztracen po srážce s jinou válečnou lodí. Polovina jich byla vyřazena roku 1971 a zbylé tři v roce 1973.

## Pozadí vzniku

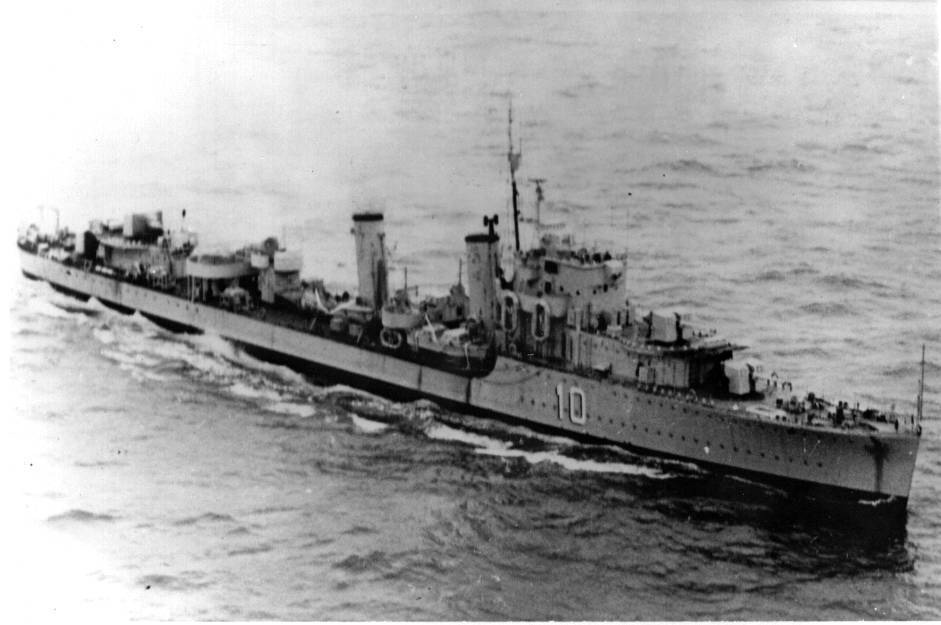
ARA San Luis

Stavba této třídy byla součástí desetiletého plánu na obnovu floty, schváleného roku 1926. Plán zahrnoval stavbu dvou těžkých křižníků třídy Veinticinco de Mayo, lehkého křižníku ARA La Argentina, dvanácti torpédoborců (z toho dvě jednotky španělské třídy Churruca, tři jednotky třídy Mendoza a sedm jednotek třídy Buenos Aires) a tří ponorek třídy Santa Fe. Celou třídu stavěly britské loděnice. Jednotlivé torpédoborce do služby vstupovaly v letech 1937–1938. Nesly názvy ARA Buenos Aires (E6), ARA Entre Rios (E7), ARA Corrientes (E8), ARA San Juan (E9), ARA San Luis (E10), ARA Misiones (E11) a ARA Santa Cruz (E12).
Jednotky třídy Buenos Aires:
| ARA Buenos Aires (E6) | 1936 | 1937 | 1938 | Vyřazen 1971.                                                                        |
| ARA Entre Rios (E7)   | 1936 | 1937 | 1938 | Vyřazen 1973.                                                                        |
| ARA Corrientes (E8)   | 1936 | 1937 | 1938 | Dne 3. října 1941 se potopil po srážce s těžkým křižníkem ARA Almirante Brown (C-1). |
| ARA San Juan (E9)     | 1936 | 1937 | 1938 | Vyřazen 1973.                                                                        |
| ARA San Luis (E10)    | 1936 | 1937 | 1938 | Vyřazen 1971.                                                                        |
| ARA Misiones (E11)    | 1936 | 1937 | 1938 | Vyřazen 1971.                                                                        |
| ARA Santa Cruz (E12)  | 1936 | 1937 | 1938 | Vyřazen 1973.                                                                        |

## Konstrukce

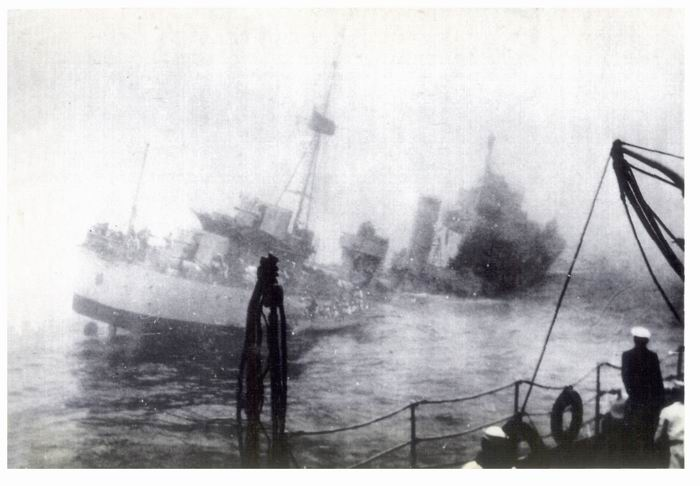
ARA Corrientes se potápí po srážce s křižníkem ARA Almirante Brown

Primární hlavňovou výzbroj tvořily čtyři 120mm kanóny, umístěné ve čtyřech jednodělových věžích. Protiletadlovou výzbroj představovalo osm jednohlavňových 40mm kanónů. Plavidla dále nesla dva čtyřhlavňové 533mm torpédomety. Pohonný systém tvořily dvě parní turbíny Parsons a tři kotle. Nejvyšší rychlost dosahovala 35 uzlů.

### Modifikace
Během služby byla zesilována protiponorková výzbroj plavidel. Dělo se tak na úkor torpédometů a hlavňové výzbroje. Torpédoborec Buenos Aires tak v roce 1969 nesl výzbroj, kterou tvořily tři 120mm kanóny, čtyři 40mm kanóny, dva protiponorkové torpédomety, dva salvové vrhače hlubinných pum Hedgehog, čtyři klasické vrhače a jedna skluzavka hlubinných pum.